# Joaquín Ezquerra del Bayo
Joaquín Ezquerra del Bayo (Ferrol, 11 de setembre 1793 - Tudela, província de Navarra, 14 d'agost de 1859) va ser un enginyer espanyol. Va ser un dels membres fundadors de la Reial Acadèmia de Ciències Exactes, Físiques i Naturals. Membre d'una família afrancesada, després de la guerra del francès marxà cap a França. De 1830 a 1835 va viure a Saxònia i el 1833 va assistir al Congrés de Breslau.
Joaquín Ezquerra del Bayo va ser Inspector general del Cos d'Enginyers de Mines, professor de Conreu de Mines i de Mecànica Aplicada a l'Escola Especial del mateix cos a més de membre de diverses societats científiques i autor d'obres i de treballs industrials importants com les que van porta aigua a Madrid a través dels rius Lozoya i Guadalix.

## Obres
- Ezquerra del Bayo, Joaquín. Elementos de laboreo de minas (en castellà).  Santiago: Imprenta de los Tribunales, 1839.
- Lyell, Charles; Ezquerra del Bayo, Joaquín. Elementos de geología (en castellà).  Madrid: Imprenta de Don Antonio Yenes, 1847. «Primera traducció al castellà de l'obra de Lyell»
- Ezquerra del Bayo, Joaquín. Memorias sobre las minas nacionales de Rio-Tinto (en castellà).  Santiago: Imprenta de la viuda de Don Antonio Yenes, 1852.